# Xavier Cambra i Vergés
Xavier Cambra i Vergés és un empresari català, conegut per haver sigut membre de la directiva del FC Barcelona durant l'època de Joan Laporta. El 12 d'abril de 2011 s'incorporà com a vocal al patronat de la Fundació Enciclopèdia Catalana, i des del 2018 és el seu president.
També és el secretari general de FEMCAT i president de Daria Editors.